# Autómata Ulam-Warburton

Primeras iteraciones de la secuencia UWCA.

El autómata celular Ulam-Warburton (UWCA) es un patrón fractal bidimensional que crece en una cuadrícula regular de celdas que consta de cuadrados. Comenzando con un cuadrado inicialmente encendido (ON) y todos los demás apagados (OFF), se generan iteraciones sucesivas activando todos los cuadrados que comparten precisamente un borde con un cuadrado encendido. Esta es la vecindad de von Neumann. El autómata lleva el nombre del matemático y científico polaco-estadounidense Stanislaw Ulam y del ingeniero, inventor y matemático aficionado escocés Mike Warburton.

Las primeras veinte iteraciones del autómata celular Ulam-Warburton

## Propiedades y relaciones
El UWCA es un autómata celular totalista externo 2D de 5 vecinos que usa la regla 686.
El número de celdas activadas en cada iteración se indica {\displaystyle u(n),} con una fórmula explícita:
{\displaystyle u(0)=0,u(1)=1,} y para  {\displaystyle n\geq 2}
{\displaystyle u(n)={\frac {4}{3}}\cdot 3^{wt(n-1)}}
donde {\displaystyle wt(n)} es la función de peso de Hamming que cuenta el número de unos en la expansión binaria de {\displaystyle n}
{\displaystyle wt(n)=n-\sum _{k=1}^{\infty }\left\lfloor {\frac {n}{2^{k}}}\right\rfloor }
El límite superior mínimo de suma para {\displaystyle k} es tal que {\displaystyle 2^{k}>n}
Se indica el número total de celdas encendidas {\displaystyle U(n)}
{\displaystyle U(n)=\sum _{i\mathop {=} 0}^{n}u(i)={\frac {4}{3}}\sum _{i\mathop {=} 0}^{n-1}3^{wt(i)}-{\frac {1}{3}}}

### Tabla dewt(n){\displaystyle wt(n)},u(n){\displaystyle u(n)}yU(n){\displaystyle U(n)}
La tabla muestra que diferentes entradas para {\displaystyle wt(n)} puede conducir a la misma salida. 
Esta propiedad sobreyectiva surge de la regla simple de crecimiento: nace una nueva celda si comparte solo un borde con una celda ON existente; el proceso parece desordenado y está modelado por funciones que involucran {\displaystyle wt(n)} but within the chaos there is regularity.
| {\displaystyle n} | {\displaystyle wt(n)} | {\displaystyle u(n)} | {\displaystyle U(n)} | {\displaystyle n} | {\displaystyle wt(n)} | {\displaystyle u(n)} | {\displaystyle U(n)} |
| ----------------- | --------------------- | -------------------- | -------------------- | ----------------- | --------------------- | -------------------- | -------------------- |
| 0                 | 0                     | 0                    | 0                    | 10                | 2                     | 12                   | 101                  |
| 1                 | 1                     | 1                    | 1                    | 11                | 3                     | 12                   | 113                  |
| 2                 | 1                     | 4                    | 5                    | 12                | 2                     | 36                   | 149                  |
| 3                 | 2                     | 4                    | 9                    | 13                | 3                     | 12                   | 161                  |
| 4                 | 1                     | 12                   | 21                   | 14                | 3                     | 36                   | 197                  |
| 5                 | 2                     | 4                    | 25                   | 15                | 4                     | 36                   | 233                  |
| 6                 | 2                     | 12                   | 37                   | 16                | 1                     | 108                  | 341                  |
| 7                 | 3                     | 12                   | 49                   | 17                | 2                     | 4                    | 345                  |
| 8                 | 1                     | 36                   | 85                   | 18                | 2                     | 12                   | 357                  |
| 9                 | 2                     | 4                    | 89                   | 19                | 3                     | 12                   | 369                  |

{\displaystyle U(n)} es la secuencia OEIS A147562 y  {\displaystyle u(n)} es la secuencia OEIS A147582

### Contar celdas con cuadráticas

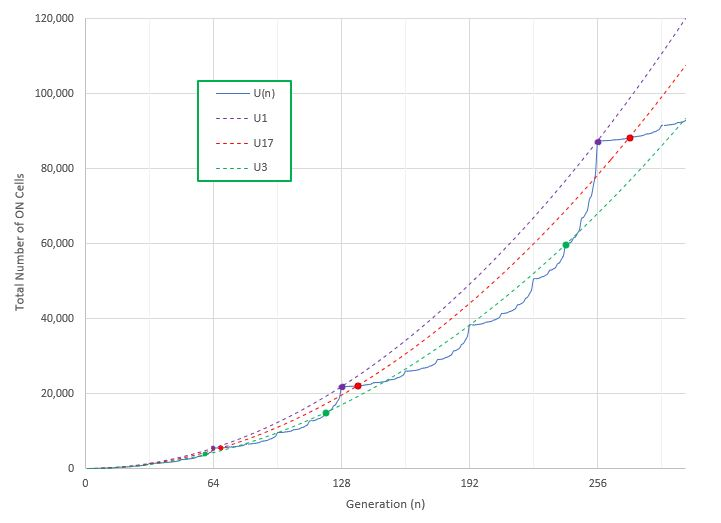
Número total de celdas ON en el autómata celular Ulam–Warburton y cuadráticas y

Para todas las secuencias enteras de la forma {\displaystyle n_{m}=m\cdot 2^{k}} donde {\displaystyle m\geq 1} y {\displaystyle k\geq 0}
Sea
{\displaystyle a_{m}=\sum _{i\mathop {=} 0}^{m-1}3^{wt(i)}}
({\displaystyle a_{m}} es la secuencia OEIS A130665)
Luego, el número total de celdas ON en la secuencia entera {\displaystyle n_{m}} viene dado por
{\displaystyle U_{m}(n_{m})={\frac {a_{m}}{m^{2}}}{\frac {4}{3}}n_{m}^{2}-{\frac {1}{3}}}
O en términos de {\displaystyle k} tenemos
{\displaystyle U_{m}(k)=a_{m}{\frac {4}{3}}2^{2k}-{\frac {1}{3}}}

### Tabla de secuencias de enterosnm{\displaystyle n_{m}}yUm{\displaystyle U_{m}}
| {\displaystyle k} | {\displaystyle n_{1}} | {\displaystyle U_{1}} | {\displaystyle n_{3}} | {\displaystyle U_{3}} | {\displaystyle n_{5}} | {\displaystyle U_{5}} | {\displaystyle n_{7}} | {\displaystyle U_{7}} |
| ----------------- | --------------------- | --------------------- | --------------------- | --------------------- | --------------------- | --------------------- | --------------------- | --------------------- |
| 0                 | 1                     | 1                     | 3                     | 9                     | 5                     | 25                    | 7                     | 49                    |
| 1                 | 2                     | 5                     | 6                     | 37                    | 10                    | 101                   | 14                    | 197                   |
| 2                 | 4                     | 21                    | 12                    | 149                   | 20                    | 405                   | 28                    | 789                   |
| 3                 | 8                     | 85                    | 24                    | 597                   | 40                    | 1,621                 | 56                    | 3,157                 |
| 4                 | 16                    | 341                   | 48                    | 2,389                 | 80                    | 6,485                 | 112                   | 12,629                |
| 5                 | 32                    | 1,365                 | 96                    | 9,557                 | 160                   | 25,941                | 224                   | 50,517                |

## Límites superior e inferior

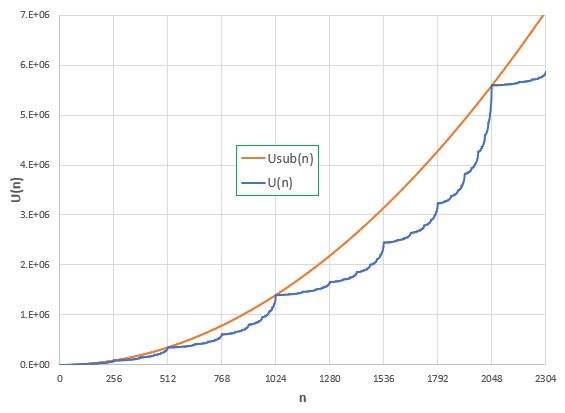
Número total de células ON en el autómata celular Ulam-Warburton

{\displaystyle U(n)} tiene un comportamiento similar al fractal con un límite superior agudo para {\displaystyle n\geq 1} dado por
{\displaystyle U_{\text{sub}}(n)={\frac {4}{3}}n^{2}-{\frac {1}{3}}}
El límite superior solo contacta {\displaystyle U(n)}  en los puntos de 'marea alta' cuando {\displaystyle n=2^{k}}.
Estas son también las generaciones en las que el UWCA basado en cuadrados, el Hex-UWCA basado en hexágonos y el triángulo de Sierpinski vuelven a su forma base.

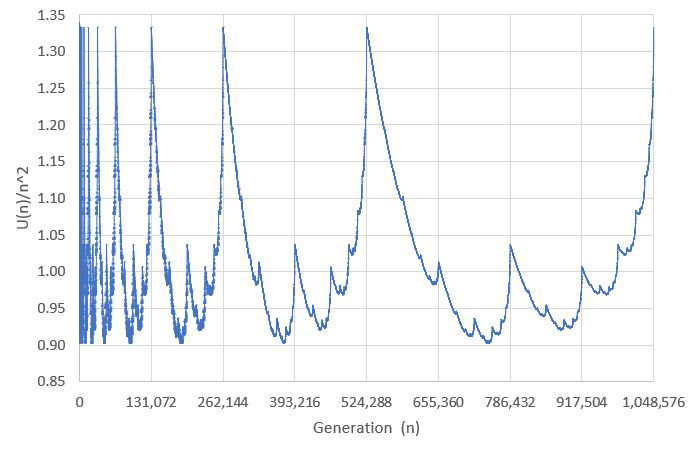
Límites superior e inferior de

### Límite superior y límite inferior
Tenemos
{\displaystyle 0.9026116569...=\liminf _{n\to \infty }{\frac {U(n)}{n^{2}}}<\limsup _{n\to \infty }{\frac {U(n)}{n^{2}}}={\frac {4}{3}}}
El límite inferior fue obtenido por Robert Price ( secuencia OEIS A261313) y tardó varias semanas en calcularse y se cree que es el doble del límite inferior de{\displaystyle {\frac {T(n)}{n^{2}}}} donde {\displaystyle T(n)} es el número total de palillos en la secuencia de palillos hasta la generación {\displaystyle n}

## Fractales relacionados

Autómata celular Hex-Ulam-Warburton - generación 11

### Hex-UWCA
El autómata celular Hexagonal-Ulam-Warburton (Hex-UWCA) es un patrón fractal bidimensional que crece en una cuadrícula regular de celdas que consta de hexágonos. Se aplica la misma regla de crecimiento para el UWCA y el patrón vuelve a ser un hexágono en generaciones {\displaystyle n=2^{k}}, cuando el primer hexágono se considera generación {\displaystyle 1}.
El UWCA tiene dos líneas de reflexión que pasan por las esquinas de la celda inicial que divide el cuadrado en cuatro cuadrantes, de manera similar, el Hex-UWCA tiene tres líneas de reflexión que dividen el hexágono en seis secciones y la regla de crecimiento sigue las simetrías. Las células cuyos centros se encuentran en una línea de simetría de reflexión nunca nacen.

### Versión externa

Primeras iteraciones de la secuencia Outward-UWCA, versión con cuadrante único. La estructura que se forma es el triángulo de Sierpinski.

La versión externa (Outward-UWCA) funciona de la misma manera que la normal, pero las celdas activables que van contra corriente de crecimiento no se activan.
{\displaystyle U(n)} es la secuencia OEIS A160720 y {\displaystyle u(n)} es la secuencia OEIS A160721.
El resultado es similar al de UWCA pero con más espacios vacíos en el interior de la figura. Concretamente, tiene la particularidad de que la figura formada en cada uno de los cuadrantes forma una estructura similar al triángulo de Sierpinski.

### Triángulo de Sierpinski

Triángulo de Sierpinski - generación 16

El triángulo de Sierpinski aparece en los mosaicos de suelo italianos del siglo XIII. Wacław Sierpiński describió el triángulo en 1915.
Si consideramos el crecimiento del triángulo, con cada fila correspondiente a una generación y la generación de la fila superior {\displaystyle 1} es un solo triángulo, luego, como el UWCA y el Hex-UWCA, vuelve a su forma inicial, en generaciones {\displaystyle n=2^{k}.}

### Secuencia de palillos de dientes

Secuencia de palillos de dientes - generación 13

El patrón de mondadientes se construye colocando un solo mondadientes de longitud unitaria en una cuadrícula, alineada con el eje vertical. En cada etapa posterior, por cada extremo expuesto de un palillo, se coloca un palillo perpendicular centrado en ese extremo. La estructura resultante tiene una apariencia de fractal.
El palillo de dientes y las estructuras UWCA son ejemplos de autómatas celulares definidos en un grafo y cuando se consideran como un subgrafo de la cuadrícula de cuadrados infinitos, la estructura es un árbol.
La secuencia de mondadientes vuelve a su base en forma de 'H' rotada en generaciones {\displaystyle n=2^{k}} donde {\displaystyle k\geq 1}

### Teoría de juegos combinatorios
Un juego de resta llamado LIM, en el que dos jugadores modifican alternativamente tres pilas de fichas tomando una cantidad igual de fichas de dos de las pilas y sumando la misma cantidad a la tercera pila, tiene un conjunto de posiciones ganadoras que se pueden describir usando el autómata de Ulam-Warburton.

## Historia
Los inicios de los autómatas se remontan a una conversación que Ulam tuvo con Stanislaw Mazur en una cafetería en Lwów, Polonia, cuando Ulam tenía veinte años en 1929.  Ulam trabajó con John von Neumann durante los años de guerra cuando se hicieron buenos amigos y discutieron sobre autómatas celulares. Von Neumann utilizó estas ideas en su concepto de un constructor universal y la computadora digital. Ulam se centró en patrones biológicos y de tipo cristal y publicó un bosquejo del crecimiento de una estructura celular basada en cuadrados usando una regla simple en 1962. Mike Warburton es un matemático aficionado que trabaja en teoría probabilística de números y se educó en la Escuela George Heriot de Edimburgo. El trabajo de curso GCSE de matemáticas de su hijo consistió en investigar el crecimiento de triángulos o cuadrados equiláteros en el plano euclidiano con la regla: nace una nueva generación si y solo si está conectada a la última por un solo borde. Ese curso concluyó con una fórmula recursiva para el número de células ON nacidas en cada generación. Más tarde, Warburton encontró la fórmula del límite superior nítido que escribió como una nota en la revista M500 de la Open University en 2002. David Singmaster leyó el artículo, analizó la estructura y nombró al objeto el autómata celular Ulam-Warburton en su artículo de 2003. Desde entonces ha dado lugar a numerosas secuencias enteras.